# Jean-Nicolas Lambert
Jean-Nicolas Lambert (* 1708 bei Epinal (Vogesen); † 1759 (1761?) in Paris) war ein französischer Lauten- und Geigenbauer der ersten Hälfte des 18. Jahrhunderts.

## Schaffen
Lambert war von etwa 1731 bis zu seinem Tode in Paris als Geigenbauer aktiv; für 1745 war er geschworener Zunftmeister. Überliefert als Adresse bzw. Werkstattadresse ist die Rue Michel-le Comte in Paris. Lamberts Tätigkeit war nicht auf den Geigenbau beschränkt, sondern wie viele andere Geigenbauer seiner Zeit fertigte er auch weitere Saiteninstrumente wie z. B. Violoncelli, Liebesgeigen (Viola d’amore), Gitarren und Lauten. Lütgendorff lobt die Qualität der Geigen sowie der Liebesgeigen: „Seine Violen…sind gut gemacht; besser noch sind aber seine Liebesgeigen.“ Diese werden bis in die Gegenwart kopiert. Nach Lamberts Tod führte seine Witwe die Werkstatt noch bis zum Ende der 1780er Jahre weiter.

## Werke
Bei überlieferten Instrumenten werden neben dem Klang die Auswahl der Hölzer, die Qualität des Lackes und die handwerkliche Bearbeitung hervorgehoben. Zur Identifizierung seiner Arbeiten verwendete Lambert neben seinem Zettel oft den Brandstempel „Lambert à Paris“, angebracht in der Regel am Boden unter dem Halsansatz. Eine Viola d’amore von Lambert findet sich in der Musikinstrumentensammlung des Metropolitan Museum of Art, New York City, eine weitere Viola d’amore, diese eine Arbeit von 1772, also aus der Zeit als seine Witwe die Werkstatt leitete, im Victoria and Albert Museum, London, sowie eine Geige, ein Violoncello und weitere Saiteninstrumente im Musée de la Musique, Cité de la Musique, Paris. Weiterhin ist eine Geige, ebenfalls zugeschrieben der Werkstatt von Lamberts Witwe, im Besitz des Bach-Hauses in Eisenach.